# Pietro Lombardi
Pietro Lombardi (Bari, Bari, 6 de junho de 1922 — Bari, Bari, 5 de outubro de 2011) foi um lutador de luta greco-romana italiano.

## Carreira
Foi vencedor da medalha de ouro na categoria até 52 kg em Londres 1948.